# Say It Again!
Say It Again! è un album antologico che ristampa brani dei Ridillo, pubblicato nel 2017.
Pochi mesi dopo la pubblicazione del Live at the Blue Note Milano i Ridillo pubblicano una nuova raccolta di cover che attinge anche dalla registrazione del concerto. Per la prima volta viene pubblicata su CD Dolce di giorno, la cover dei Dik Dik. Per coincidenza, Passa e vai è la traccia 3 proprio come in Italian Soul.

## Tracce

### CD (Cosmica CDIT2015)
1. Splendida giornata - 4:51
2. Non è normale (It's Not Unusual) (live) - 3:21
3. Passa e vai (Walk On By) - 3:31
4. Going Back To My Roots (live) feat. Ronnie Jones - 5:40
5. Cartoline (live) - 5:04
6. L'estate sta finendo - 3:17
7. Non è finita - 0:49
8. Fiore di carta (How Deep Is Your Love) (live) - 3:06
9. Dolce di giorno - 2:56
10. Com'è Buia la Città (Ain't No Sunshine) - 3:40
11. Supermarket (live) - 3:12
12. Zanzara party (live) - 0:45
13. Se io ti regalo un fiore (Gimme Little Sign) (live) - 2:07
14. Per vivere insieme (Happy Together) (live) - 3:48
15. Navi (Sittin' On The Dock Of The Bay) (live) feat. Ronnie Jones - 4:15
16. Sex Machine/I Feel Good (live) feat. Ronnie Jones - 9:13

## Formazione
I Ridillo sono formati da:
- Daniele "Bengi" Benati: voce e chitarra
- Claudio Zanoni: tromba, chitarra e voce
- Paolo D'Errico: basso, fischio e voce
- Renzo Finardi: batteria, percussioni e voce.
- Alberto Benati: tastiere e voce